# Bulbophyllum microtes
Bulbophyllum microtes là một loài phong lan thuộc chi Bulbophyllum.